# Tab Ramos
Tabaré Ricardo Ramos Ricciardi (Montevideo, 21 settembre 1966) è un allenatore di calcio, ex calciatore ed ex giocatore di calcio a 5 uruguaiano naturalizzato statunitense, di ruolo centrocampista, vice allenatore del New England Revolution.

## Biografia
Nato in Uruguay, Ramos è emigrato negli Stati Uniti con la sua famiglia quando aveva 11 anni. Suo padre ha giocato a calcio professionistico in Uruguay con il CA River Plate e ha trasmesso l'amore per il gioco in Tab fin dalla tenera età. Mentre viveva in Uruguay, ha giocato per l'Union Vecinal Youth Soccer Club a Montevideo.
Quando la sua famiglia arrivò negli Stati Uniti, si stabilì nel New Jersey dove Ramos viveva a Harrison e Kearny. Frequentò la St Benedict's Preparatory School, lo stesso liceo frequentato da Claudio Reyna qualche anno dopo. Nel 1982 è diventato cittadino statunitense.

## Carriera
Ha disputato il mondiale di Italia '90 con la sua nazionale, venendo eliminato al primo turno. Viene poi convocato anche per i Mondiali 1994 giocati proprio negli Stati Uniti: la corsa della sua nazionale si ferma agli ottavi di finale, persi per 1-0 contro il Brasile. Proprio in questa partita Ramos è vittima di una gomitata infertagli intenzionalmente dal brasiliano Leonardo. A causa di questa gomitata, che gli frattura il cranio, Ramos ricomincerà ad allenarsi soltanto alla fine dell'anno.
A questo aggiunge l'esperienza con la nazionale di calcio a 5 degli Stati Uniti al FIFA Futsal World Championship 1989 in cui gli States giunsero sul terzo gradino del podio soprattutto grazie all'apporto dei giocatori poi l'anno successivo convocati per il mondiale italiano di calcio.
Il 3 gennaio 1995 è il primo giocatore a firmare per una franchigia della nascitura Major League Soccer, i N.Y./N.J. MetroStars.

## Palmarès

### Individuale
- U.S. Soccer Athlete of the Year: 1

1990